# 용이산다
용이산다(龍-)는 초가 네이버 웹툰에서 연재하는 웹툰이다. 2013년 7월 2일 첫 연재를 시작했고, 2014년 4월 22일에 총 56화로 시즌 1이 종결되었다. 그리고 같은 해 8월 15일에 시즌 2 연재를 시작하였다. 시즌 1은 매주 수요일마다 연재했고, 시즌 2는 매주 토요일마다 연재했다. 시즌 3은 마찬가지로 매주 토요일마다 연재했다. 시즌 4는 매주 금요일마다 연재했다.
한국콘텐츠진흥원의 “2013년 만화콘텐츠 맞춤형 창작지원 선정과제”에서 글로벌 장편 만화 부문 14개작 중에 포함되었다.
애니메이션은 2024년 8월 27일부터 카툰네트워크 코리아에서 매주 화요일 저녁 7시에 독점 방영할 예정이다. 제작사는 스튜디오 N과 두루픽스다.

## 제작
초 작가는 인터뷰 및 웹툰에서 자신은 원래부터 용을 좋아했고, 용이산다는 데뷔작인 《내 어린고양이와 늙은개》 보다 전에 만들어진 작품이었다고 밝혔다. 또 한 만화 기자에게 출판 만화로서의 용이산다를 보여주자 그 기자가 출판보단 웹툰 쪽이라고 해서 실망했다는 이야기도 전했다.
용이산다와 달리 진지한 분위기였던 《내 어린고양이와 늙은개》를 연재하면서 초 작가는 개그를 자제할 수밖에 없었다. 이후 《내 어린고양이와 늙은개》 연재를 끝낸 후 개그를 하고 싶어 용이 산다 연재를 시작했는데 이 작품이 이렇게 대중성을 얻을 줄은 몰랐다고 밝혔다.

## 줄거리

### 시즌 1
프리랜서 웹디자이너로 일하던 주인공 최우혁은 2년만에 독립해 새로운 곳으로 이사한다. 잠시 떡집에 들린 최우혁은 “이사를 왔으면 떡을 돌려야 한다”는 떡집 아줌마의 권유로 얼떨결에 이사용 떡을 잔뜩 사게 된다. 하지만 낯가림이 있던 최우혁은 떡을 옆집에만 나눠주고 나머지는 자신이 직접 처리하기로 한다. 최우혁은 옆집 문이 열려 있는 것을 보고 사람이 집에 있을 것이라고 생각해 문 틈새로 집안을 들여다본다. 그렇게 최우혁은 용의 모습을 한 김용을 처음 발견한다. 이후 둘은 친해져서 같이 게임을 하거나 외출을 하는 등 새로운 경험을 한다.
시즌 1에서는 주요 등장인물인 최우혁과 김용, 김옥분, 이영수, 그리고 그의 가족들이 등장한다. 이 시즌에서 김용의 용 상태 사진을 찍어 블로그에 올린 함이슬의 조카는 이후 시즌 2의 줄거리에 영향을 끼친다.
김용의 할머니인 도스토예프스카야는 김용이 너무 인간의 문화에 물들어 있다고 생각해 김용을 강제로 동굴로 데려간다. 그렇게 김용과 최우혁은 아쉬운 작별을 하고 헤어진다.

### 시즌 2
동굴에서의 지루함을 참지 못한 김용은 탈출을 감행한다. 이후 김용은 탈출에 성공하지만, 최우혁에게 알리면 모두에게 들킬 것이라고 생각해 몰래 생활한다. 하지만 며칠 안 가 김용은 우연히 최우혁과 마주치고 다시 재회한다. 한편, 할머니인 도스토예프스카야는 김용이 사라진 것을 눈치채고 김용을 찾아 나선다. 결국 할머니에게 잡힌 김용은 “인간에게 여의주를 주기로 했는데 지금은 여의주가 없어서 4년을 기다려야 한다”고 변명한다. 비슷한 이유로 사위를 여읜 기억이 있는 도스토예프스카야는 그 말에 민감하게 반응해, 약속을 지킬 때까지 최우혁과 함께 머무는 것을 허락해준다.
한편 인간 함이슬과 함께 살고 있던 차찬희는 함이슬에게 자신이 용이었다는 사실을 밝힌다. 함이슬은 차찬희가 용이었다는 사실을 알게 된 후 차찬희가 인간 사이에서 외로움을 느끼고 있다는 것을 느낀다. 그리고 함이슬은 차찬희에게 또 다른 용을 만나게 해주겠다고 결심한다. 조사를 이어오던 함이슬은 우연히 자신의 조카가 블로그에 올린 글을 발견하고 근처에 용이 살고 있음을 확신한다. 먼저 함이슬은 최우혁에게 접근해 김용에 대한 정보를 알아내고 가까스로 김용과 차찬희를 이어주는 데 성공한다. 하지만 둘의 첫 소개팅은 실패하고 차찬희는 최우혁을 통해 김용 외의 다른 용을 만나 보기로 한다.

### 시즌 3
최우혁은 김용의 사촌형 부부가 운영하는 중소기업에 취직한다.
그리고... 새로운 등장인물인 용 로이가 등장한다.
또한 스토리상에서 보이는 농업고교나 농고축제, 실습같은부분은 아라카와 히로무작가(강철의 연금술사)의 만화 '은수저'의 영향을 많이받았다고 볼 수 있다.
대한민국 농고, 나아가 일본 농고에서조차 축산 농산실습을 해서 그걸로 먹을거리를 파는 일본식 '문화제'를 하고 있진 않다.
은수저 작가 아라카와 히로무는 홋카이도 지방의 농가출신으로 농업고교 졸업후 본가인 농가에서 일을하다 만화가로 데뷔하였다.  자신의 경험을 살린 '은수저'나 '백성귀족'등의 홋카이도 농가의 경험담을 만화로 그려냈다.

### 시즌 4
2018년 3월 9일 3기 후기가 올라온 후, 독자들에게는 안좋은 이야기지만 초작가는 네이버와 계약이 끝나 웹툰을 마감한 것이다. 원래 4기를 연재할 예정이었지만 갑작스럽게 된 일이기 때문에 완결이 아닌 휴재 상태로 남게 되었다.
그러나 2019년 1월 11일,
4기 프롤로그로 다시 연재를 시작하여 지금도 연재했으며 2020년 2월 28일에 완결했다.

## 등장인물

### 사람
- 최우혁

본작의 주인공 중 1명. 연재시작일자 기준 26세의 프리랜서 프로그래머로, 외출을 삼가고 게임을 선호하는 약한 히키코모리 성향을 가지고 있다.
- 최우혁의 친구

최우혁의 고등학교 동창 친구. 최우혁, 김용과 함께 한 온라인 RPG 게임의 유저이다. 게임 상에서 넷카마적 행태를 보이며 최우혁의 불쾌감을 사는 듯.
- 최우혁의 어머니

청소 등에 있어 꽤나 깐깐한 성격이며, 아들의 옷을 빌려 입은 김용을 보고 둘의 관계를 연인으로 오해한다.
- 곽민준

김용의 작품연재처 '소망출판사'의 직원. 매우 밝고 맑은 성격으로, 마감일정에 쫓기던 김용을 독촉하러 찾아와 김용에게 부담을 준다. 첫 등장시에는 인턴이었으나 후에 정직원으로 채용되었다.
- 함이슬

시즌 2에서 등장한 새로운 캐릭터. 여성 용 '차찬희'와 고등학생 시절부터 알고 지낸 사이로, 작중 카지노에서 재산을 탕진한 차찬희를 자신의 집에 얹혀 살게 허용해준다.

### 용
본작의 용들은 수명이 매우 길고 완력이 매우 강하다.
- 김용

본작의 주인공 중 1명. 약 500세의 판타지 소설 작가로, 인간의 문명에 대한 강한 선호를 나타내며 인간 사회에 함께 섞여 살고 있다.
- 김옥분

본작의 주인공 중 1명으로, 김용의 누나. 과격하고 완력이 매우 강하다. 귀여운 것을 매우 선호하며 욱하는 성격 탓에에 여타의 인간들과 다툼을 빚기도 한다.
- 조을년

김용, 김옥분 남매의 어머니. 강원도 홍천에서 농부 겸 동화작가로 지내는 듯. 상당히 어려보이는 외모를 지니고 있다.
- 이영수

개인빵집을 운영 중인 제빵사. 상당히 어려보이며 귀여운 외모로 이성들에게 상당한 호감을 받고 있으나, 둔감하고 소심한 성격 탓에 매우 부담스러워만 하는 듯.500여년 전 조을년과 자신의 아버지가 맺은 자녀혼인맹약 탓에 김옥분과 반강제로 선을 봤고, 시즌 1 50화 이후 김옥분과 교제하고 있다.
- 이영수의 아버지

점집을 운영 중인 점쟁이. 베이킹파우더 등으로 점괘를 보는 특이한 방식이나 적중률은 꽤 좋은 편이다. 때때로 예지몽을 꾸며, 아들 이영수의 교제상대인 김옥분을 예측하기도. 500여년 전 조을년과 우연히 만나 청혼하였으나 이미 기혼이었던 조을년에게 거절당한 후 자녀들끼리라도 혼인시키자는 맹약을 맺어 이영수와 김옥분의 만남을 주도하게 된다.
- 김용의 사촌형

디자인관련 소기업의 부사장. 뺨에 흉터가 있으며 거친 인상을 지니고 있으나 갓 태어난 딸 마리를 보며 귀엽다고 소리치는 등 성격은 온순한 듯. 매사에 매우 저돌적인 방식으로 대처하려 하며, 그 때문에 김용의 휴대전화에는 '돌은형'으로 저장되어 있다. 마리의 부화직전까지 도착하지 못하자 최우혁의 집 창문으로 날아와 거실 바닥에 부딪히기도. 기업의 직원 4명에게는 자신의 정체를 드러내고 생활하고 있다.
- 김용의 사촌형수

상술한 디자인관련 소기업의 사장. 남편과 달리 순한 인상의 미인이다. 하지만 성격은 남편과 비슷한지 남편을 이어 최우혁의 집에 추락하여 마리의 부화를 지켜보았다. 역시 남편과 함께 직원 4명에게 자신의 정체를 드러내고 생활하고 있다.
- 김마리

김용의 친사촌 딸이며, 특유의 귀여움으로 작품 내외에서 상당한 인기를 끌고 있기도. 특이하게도 동족의 친족들에 비해 인간인 최우혁을 매우 잘 따른다. 하지만 김용은 안 따른다.
- 김 남매의 아버지

작중에서는 이미 김용이 100세 때 사망한 고인으로 과거 한 선비와 친하게 지냈지만 자신과 가족의 정체를 지키고자 일부러 스리랑카로 떠났으며 친구에 대한 미안함과 죄책감으로 병을 얻고 그 친구 일가가 몰살되자 결국 병이 악화되어 사망했다.
- 김 남매의 외할머니

인간에 대해 적대적인 태도를 취하고 있으며, 그 때문에 러시아의 동굴에 거주하고 있다. 크림빵을 매우 좋아하는 듯. 아마 자신의 사위가 죽은 이후부터 인간을 적대한 듯 보인다.
- 차찬희

시즌 2의 새로운 캐릭터. 여성 용으로 카지노에서 재산을 탕진하는 바람에 함이슬의 집에 얹혀 살게 된다. 함이슬과는 10여년 전부터 알고 지낸 사이인 듯.
- 로이 시돈스 서머싯

시즌 3의 새로운 주인공. 김용 남매의 6촌 동생으로 인간을 적대하는 태도로 인해 부모의 참교육을 통해 점차 인간에 대한 적대감을 풀어간다. 식물을 아주 좋아한다.